# تعقیب‌کننده
تعقیب‌کننده(کره‌ای: 추격자; لاتین‌نویسی اصلاح‌شده: Chugyeokja) (به انگلیسی: The Chaser) فیلمی اکشن مهیج محصول سال ۲۰۰۸ کره جنوبی به کارگردانی نا هانگ-جین است. دو نقش اصلی را در این فیلم کیم یون سوک و ها جونگ-وو ایفا می‌کنند. این فیلم اولین تجربه کارگردانی نا است که از روی زندگی واقعی قاتل زنجیره‌ای کره جنوبی، یو یونگ-چول الهام گرفته شده‌است.

## فروش
تعقیب‌کننده در ۱۴ فوریه ۲۰۰۸ منتشر شد و در اولین هفته فروش خود توانست بعد از فیلم آمریکایی جهنده پرفروش‌ترین فیلم هفته کره شود. در هفته دوم این فیلم به صدر فیلم‌های پرفروش کره جنوبی ارتقا پیدا کرد و برای سه هفته در این رتبه باقی ماند. در مجموع تعقیب‌کننده بیش از ۵ میلیون بازدید داشت که بعد از دو فیلم خوب، بد، عجیب و رسوازده‌ها سومین فیلم پرفروش تاریخ کره محسوب می‌شود.

## بازسازی
در مارس ۲۰۰۸ حق اقتباس و بازسازی فیلم توسط برادران وارنر به قیمت ۱ میلیون دلار خریداری شد. کمپانی وارنر صحبت‌های اولیه را با ویلیام موناهان برای نوشتن فیلمنامه انجام داد و از لئوناردو دی‌کاپریو به عنوان ستارهٔ اولیه فیلم نام برده شد. هرچند که در آن برهه زمانی هم مونهن و هم دی‌کاپریو مشغول ساخت فیلم رفتگان اثر مارتین اسکورسیزی بودند که خود بازساختی از فیلم هنگ‌کنگی امور دوزخی بود.

## بازیگران
- کیم یون سوک
- ها جونگ-وو
- سو یونگ هی

## جوایز مهم
جایزه هنری پکسانگ - ۲۰۰۸
- بهترین فیلم
- بهترین کارگردانی
- کاندید بهترین بازیگر مرد - کیم یون سوک
- کاندید بهترین بازیگر مرد - ها جونگ-وو
- کاندید بهترین فیلمنامه

جایزه ناقوس بزرگ
- بهترین فیلم
- بهترین کارگردانی
- بهترین بازیگر مرد - کیم یون سوک
- بهترین فیلمبرداری
- بهترین طراحی صحنه
- کاندید بهترین بازیگر مرد - ها جونگ-وو
- کاندید بهترین نقش زن مکمل - سو یونگ هی
- کاندید بهترین کارگردان نوپا
- کاندید بهترین فیلمنامه
- کاندید بهترین تدوین
- کاندید بهترین صدابرداری

جایزه فیلم اژدهای آبی
- بهترین بازیگر مرد - کیم یون سوک
- کاندید بهترین کارگردان نوپا
- کاندید بهترین فیلمبرداری
- کاندید بهترین بازیگر مرد - ها جونگ-وو
- کاندید بهترین نقش زن مکمل - سو یونگ هی
- کاندید بهترین کارگردان نوپا
- کاندید بهترین فیلمنامه
- کاندید بهترین موسیقی متن